# Askafroa
L’Askafroa (qui signifie en suédois « femme du frêne »), Askefrue en danois ou Eschenfrau en allemand, est une créature mythologique scandinave ou germanique, similaire aux hamadryades grecques. Gardienne du frêne, l'Askafroa était vue comme une créature malicieuse qui pouvait être dangereuse. Pour s'attirer ses faveurs, il fallait lui offrir un sacrifice le jour du mercredi des Cendres.
L'universitaire suédois Hyltén-Cavallius consigna dans son travail ethnographique Wärend och Wirdarne la croyance en une créature féminine vivant dans un frêne, dans le Hundred de Ljunit. Les anciens avaient l'habitude d'offrir un sacrifice à l'Askafroa le matin du mercredi des Cendres. Avant le lever du soleil, ils versaient de l'eau sur les racines du frêne en disant : « Nu offrar jag, så gör du oss ingen skada », c'est-à-dire : « Je t'offre aujourd'hui ce sacrifice pour que tu ne nous fasses pas de mal ». Hyltén-Cavallius écrit plus loin que les anciens croyaient que si quelqu'un cassait une branche ou une brindille, il tomberait malade.
L'Askafroa reste une créature assez obscure. Par conséquent, elle n'est pas très représentée dans la fiction moderne. 
Elle apparaît dans le jeu de rôle en ligne Dark Age of Camelot.